# José de Alencar
José Martiniano de Alencar (Messejana, 1º maggio 1829 – Rio de Janeiro, 12 dicembre 1877) è stato un politico, scrittore, giornalista, e avvocato brasiliano.
Considerato una figura chiave nella formazione dell'identità culturale brasiliana, fu politico ed esponente di primo piano del romanticismo, con una produzione letteraria che annovera novelle, drammi e romanzi a tema storico e sociale, spesso con riferimenti alla cultura indigena della sua terra (la più famosa tra le sue opere, paragonabile a I promessi sposi per valore letterario, intitolata O Guarani ("Il Guarani") ottenne un enorme successo all'epoca della pubblicazione).

## Vita e opere

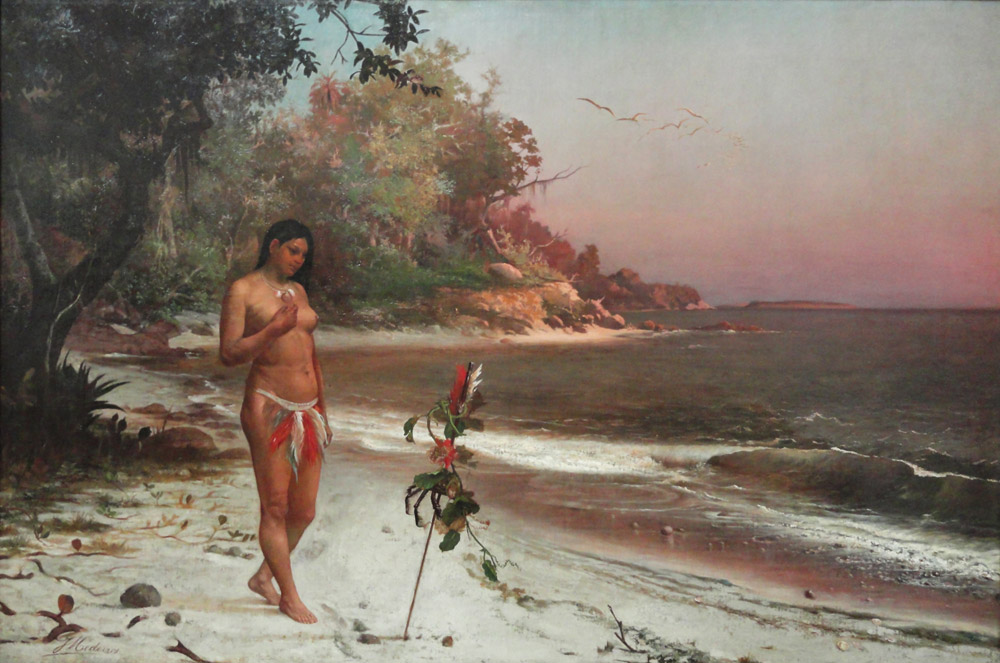
Quadro di José Maria de Medeiros ispirato a Iracema.

Figlio di un politico, José Martiniano Pereira de Alencar, crebbe seguendo gli spostamenti del padre, che per incarichi vari era costretto a spostarsi nel paese. Nel 1844, a 15 anni, lasciò Rio per recarsi a São Paulo e frequentare un corso preparatorio alla facoltà di Diritto. Proseguì gli studi nel 1847 ad Olinda, ma tre anni più tardi tornò a São Paulo, dove si laureò. Cominciò ad esercitare la professione di avvocato a Rio, alla quale attività univa quella di giornalista.
Nel 1855 diviene direttore del giornale Diário do Rio de Janeiro; e fu in queste pagine che, a puntate, pubblicò il suo primo romanzo, Cinco Minutos (Cinque minuti). Il successo letterario gli arride nel 1857 con O Guarani, romanzo storico ambientato nel XVI secolo, durante il periodo della colonizzazione portoghese. Il romanzo affronta le tematiche della nascente cultura brasiliana in contrapposizione a quella portoghese, e i rapporti con la popolazione indigena (i Guaraní sono indios sudamericani).
Contemporaneamente, José de Alencar si impegnava politicamente come membro del Partito Conservatore, essendo eletto quattro volte deputato nel suo Stato natale, il Ceará. Nel 1868 gli viene affidato l'incarico di Ministro della Giustizia. Il suo impegno politico subisce però un brusco declino nel 1870, quando a causa di dissapori con l'imperatore Pedro II, si disaffeziona da tale impegno.
Si era sposato, nel 1864, con Georgiana Cochrane, dalla quale aveva avuto sei figli. Nel 1876 fu con tutta la famiglia in Europa, dove si sottopose a cure per un male che già da anni lo affliggeva, la tubercolosi. Vano fu il tentativo: José de Alencar morì quarantottenne, un anno più tardi, nella città carioca.

## Cinema
Il suo romanzo O Guarani è stato adattato per il cinema due volte da Vittorio Capellaro nel 1916 e nel 1926. Il romanzo Iracema è stato adattato dallo stesso cineasta nel 1917.

## Opere

### Romanzi
- Cinco minutos, (1856)
- A viuvinha, (1857)
- O guarani, (1857)
- Lucíola, (1862)
- Diva, (1864)
- Iracema, (1865)
- As minas de prata - 1º vol., (1865)
- As minas de prata - 2.º vol., (1866)
- O gaúcho, (1870)
- A pata da gazela, (1870)
- O tronco do ipê, (1871)
- Guerra dos mascates - 1º vol., (1871)
- Til, (1871)
- Sonhos d'ouro, (1872)
- Alfarrábios, (1873)
- Guerra dos mascates - 2º vol., (1873)
- Ubirajara, (1874)
- O sertanejo, (1875)
- Senhora, (1875)
- Encarnação , (1877) (póstumo)

### Teatro
- O crédito, (1857)
- Verso e reverso, (1857)
- O Demônio Familiar, (1857)
- As asas de um anjo, (1858)
- Mãe, (1860)
- A expiação, (1867)
- O jesuíta, (1875)